# Toploader
Toploader — британская группа, образованная в 1997 году.

## История
Дебютный альбом коллектива Onka’s Big Monka, вышедший в 2000 году, занял пятое место в британском чарте, на сегодняшний день разойдясь тиражом около полутора миллиона экземпляров. Однако последовавший за ним альбом Magic Hotel 2002 года не привлёк такого внимания. Сингл «Time of My Life» с этой пластинки занял 18-е место в Великобритании.
В 2003 году они объявили о распаде группы. Сообщение об этом, подписанное участниками коллектива, появилось на официальном сайте Toploader 24 марта. Ранее группа вынуждена была покинуть свой лейбл Sony S2 в связи с низким уровнем продаж нового альбома, и всё это время находилась без контракта. «Мы решили покончить с Toploader, — написали вокалист Джозеф Уошборн, гитарист Дэн Хипгрейв, басист Мэтт Найт, барабанщик Роб Грин и гитарист Джулиан Дин в своем обращении к фэнам. — Хотим сказать вам огромное спасибо за поддержку. Вы — лучшие фэны, и нам будет очень не хватать вас. Всегда ваши, Toploader».
Однако в мае 2009 года группа объявила о воссоединении и о новом альбоме, который должен был выйти в 2010 году. Третий студийный альбом Only Human был выпущен в июне 2011 года. В мае 2017 года группа представила четвертый студийный альбом Seeing Stars.

## Состав
- Джозеф Уошборн — вокал
- Дэн Хипгрейв — гитара
- Джулиан Дин — гитара
- Мэтт Найт — бас-гитара
- Роб Грин — ударные

## Дискография

### Альбомы
- Onka’s Big Moka (2000)
- Magic Hotel (2002)
- Dancing in the Moonlight — The Best of Toploader (2006)
- Only Human (2011)
- Seeing Stars (2017)

### Синглы
- «Achilles Heel» (1999, переиздан в 2000)
- «Let the People Know» (1999)
- «Dancing in the Moonlight» (2000)
- «Just Hold On» (2000)
- «Only for a While» (2001)
- «Time of My Life» (2002)
- «Some Kind of Wonderful» (2002)
- «Never Stop Wondering» (2011)
- «A Balance to All Things» (2011)